# Bosquerola de Tennessee
La bosquerola de Tennessee o bosquerola peregrina (Leiothlypis peregrina) és una espècie d'ocell de la família dels parúlids (Parulidae) que habita boscos i també matolls, criant des del sud-est d'Alaska i sud de Yukon, cap a l'est, a través del centre del Canadà fins al Labrador i oest de Terranova i cap al sud fins al sud del Canadà i zones limítrofes del nord-est dels Estats Units. Passa l'hivern a l'Amèrica Central i nord de la del Sud.